# サルバ・キール・マヤルディ
サルバ・キール・マヤルディ（アラビア語: سلفا كير ميارديت, 英語: Salva Kiir Mayardit, 1951年9月13日 - ）は、南スーダンの政治家。現在、同国大統領（初代）。南スーダン独立前はスーダン共和国の第一副大統領であり、南部スーダン大統領（第2代）であった。

## 経歴
ディンカ人であるが南部スーダン自治政府の初代大統領ジョン・ガランとは部族が異なる。敬虔なカトリックキリスト教徒である。
1960年代後半からアニャニャ（Anyanya。南部スーダンの部族が結成した組織）に参加して第一次スーダン内戦に参戦した。1972年のアディスアベバ合意の時点ではまだ無名の兵士であったが、1983年にジョン・ガランがスーダン人民解放軍（SPLA）を立ち上げると第二次スーダン内戦では軍事経験の乏しいガランに代わって戦闘の指揮をとるようになりSPLAの参謀長として活躍した。2004年にはキールを追い落とそうとする勢力との抗争でSPLAは内部分裂の危機に陥った。
2005年、キールも尽力した南北包括和平合意が署名されると南部スーダン自治政府の副大統領に指名され、同年7月にガランが事故死すると後任としてスーダン共和国第一副大統領及び南部スーダン自治政府第2代大統領に就任した。キールは穏やかな人柄と控え目な言動、輝かしい軍歴からSPLAだけでなく民衆からも人気を得た。2009年のキールの演説「来るべき住民投票は『国の二級市民のままでいいのか、それとも独立国家で自由人になるのか』という選択だ」という言葉はスーダンとの間で政治的緊張を起こした。2010年、キールは4月のスーダンの大統領選挙で争う意思はないと語り、代わりに南スーダン自治政府の大統領選挙に集中するとし、スーダン人民解放運動（SPLM）の「独立」という運動方針が再確認された。4月の大統領選挙にて得票率92.99%という圧倒的大差で南部スーダン自治政府大統領に再選され、続いてスーダン大統領のオマル・アル＝バシールはキールをスーダンの第一副大統領に再指名した。
2011年7月9日、南部スーダンは南スーダン共和国として独立し、キールは初代大統領に就任した。2013年5月、南スーダンの大統領として初めて訪日。5月31日、安倍晋三内閣総理大臣との首脳会談を行い、翌6月1日から第5回アフリカ開発会議（TICAD V）にも参加した。
2013年7月23日、キールは大幅な改造のため、自身の内閣の全閣僚と、与党スーダン人民解放運動の主要幹部を全て解任した。同年12月14日にはクーデター未遂事件が発生。これを退けたが、事件の首謀者を7月に解任したマシャール前副大統領と断定して追及を行った。2018年7月12日には議会によって大統領任期の3年間延長が承認され、2021年までとなった。2020年2月22日にはマシャールとの合意に基づき暫定の連立政府が発足した。3年以内に独立後初の選挙を実施し、正式な政権発足を目指すはずであったが、2022年8月には内戦に戻ってしまうような選挙は実施できないという名目で暫定統治期間を2年間延長しており、総選挙は2024年12月に延期されている。2024年9月13日には準備不足を理由に選挙をさらに2年間延期し、2026年12月22日に実施予定と発表されている。2025年2月10日にはジェームズ・ワニイガ第二副大統領とフセイン・アブデルバギ第五副大統領、それに国家安全保障局長に就任したばかりのアケチ・トン・アレウを詳細な理由を明かすことなく解任し、第二、第五副大統領の後任は、それぞれ前任と同じ政党に属するベンジャミン・ボル・メル(Benjamin Bol Mel)とジョセフィン・ラグ・ヤン(Josephine Lagu Yang)を任命した。

## その他
同性愛に関して「もしも誰かが同性愛をスーダンに輸入しようとするのならば、それがいつであれ、皆の手で裁かれるであろう」と語っている。
アメリカ合衆国のジョージ・W・ブッシュ大統領と会談した時に、ブッシュ大統領からプレゼントされた黒色のカウボーイハットをトレードマークに身に着けている。
2022年12月13日に道路の起工式に出席した際、小便を漏らしたとされる。この現場を取材していたジャーナリストが何人も行方不明になっており、政府が公権力を利用してジャーナリストを拷問して殺しているといううわさが出た。これに関して、現地メディアは老人性疾患の一つである尿道感染症を患っているとも推定している。